# ارتكاز
ارتكاز (بالإنجليزية: Enthesis)‏ والجمع (بالإنجليزية: entheses)‏ ، هو النسيج الضام بين الوتر أو بين الرباط، مع العظم.

## أنواع الارتكاز
للارتكازات نوعان: الارتكازات الليفية (بالإنجليزية: Fibrous entheses)‏ والارتكازات الغضروفية المُلَيّفة (بالإنجليزية: fibrocartilaginous entheses)‏.

### الارتكاز الليفي
في الارتكاز الليفي، الوتر أو الرباط الكولاجينيان يتعلقان مباشرة على العظم.

### الارتكاز الغضروفي المُلَيّف
في الارتكاز الغضروفي المُلَيّف، هناك أربع مناطق انتقالية تشملها وُجَيهَة الغضروف المُليف:
1. منطقة وترية تظهر فيها الأرومة الليفية (خلية ليفية يافعة) المتجهة طولياً، موازيةً لألياف الكولاجين.
2. منطقة غضروفية مليفة لها أكثر من سُمك متغير، يتغير فيهل البنيان إلى خلايا غضروفية.
3. انتقال مفاجئ من غضروفي إلى ألياف غضروفية متكلسة ، ما يسمى ب «عَلَامَةُ المَدِّ والجَزْر tidemark» أو «الخط الأزرق».
4. عظم.

## علم الأمراض
- هناك مرض للارتكاز يُعرف باسم مرض: اعتلال مرتكز العظم (بالإنجليزية: enthesopathy)‏ أو التهاب الارتكاز (بالإنجليزية: enthesitis)‏.[3]
- مرض تنكّس الارتكاز (بالإنجليزية: degeneration )‏ هو أحد سمات مرض الالتهاب الفقاري المفصلي اللاصق (بالإنجليزية: Spondyloarthropathy)‏ ، وأمراض أخرى.
- الارتكاز هو الموقع الرئيسي لمرض: التهاب الفقار المقسط (بالإنجليزية: Ankylosing spondylitis)‏.

## اشتقاق لغوي
مصطلح «ارتكاز» بالإنجليزية هو (Enthesis)، وجذره في اليونانية القديمة هو "ἔνθεσις" وتُنطق "énthesis"، مما معناه: «وضع في»، أو «إدراج». وهذا يشير إلى دور «الارتكاز» كموضعٍ لاتصال العظام بالأوتار أو بالأربطة.

## وصلات خارجية
- Enthesis information site at www.enthesis.info
- Image of enthesis at مدسكيب
- Enthesopathy and Soft Tissue Shadows at chiroweb.com
- * Resnick D, Niwayama G (1983). "Entheses and enthesopathy. Anatomical, pathological, and radiological correlation". Radiology. ج. 146 ع. 1: 1–9. DOI:10.1148/radiology.146.1.6849029. PMID:6849029. مؤرشف من الأصل في 2008-08-10.